# Сменгожув
Сменгожув (пол. Smęgorzów) — село в Польщі, у гміні Домброва-Тарновська Домбровського повіту Малопольського воєводства. Населення — 1332 особи (2011).
У 1975—1998 роках село належало до Тарновського воєводства.

## Демографія
Демографічна структура станом на 31 березня 2011 року:
|          | Загалом | Допрацездатний вік | Працездатний вік | Постпрацездатний вік |
| -------- | ------- | ------------------ | ---------------- | -------------------- |
| Чоловіки | 670     | 146                | 455              | 69                   |
| Жінки    | 662     | 164                | 365              | 133                  |
| Разом    | 1332    | 310                | 820              | 202                  |